# Jason Livingston
Jason Livingston (Reino Unido, 17 de marzo de 1971) es un atleta británico retirado especializado en la prueba de 60 m, en la que consiguió ser campeón europeo en pista cubierta en 1992.

## Carrera deportiva
En el Campeonato Europeo de Atletismo en Pista Cubierta de 1992 ganó la medalla de oro en los 60 metros, con un tiempo de 6.53 segundos, por delante de Vitaliy Savin  del Equipo Unificado, y de su paisano británico Michael Rosswess  (bronce con 6.62 segundos).